# روابط ایران و آمریکا از قرن نوزدهم تا جنگ جهانی دوم

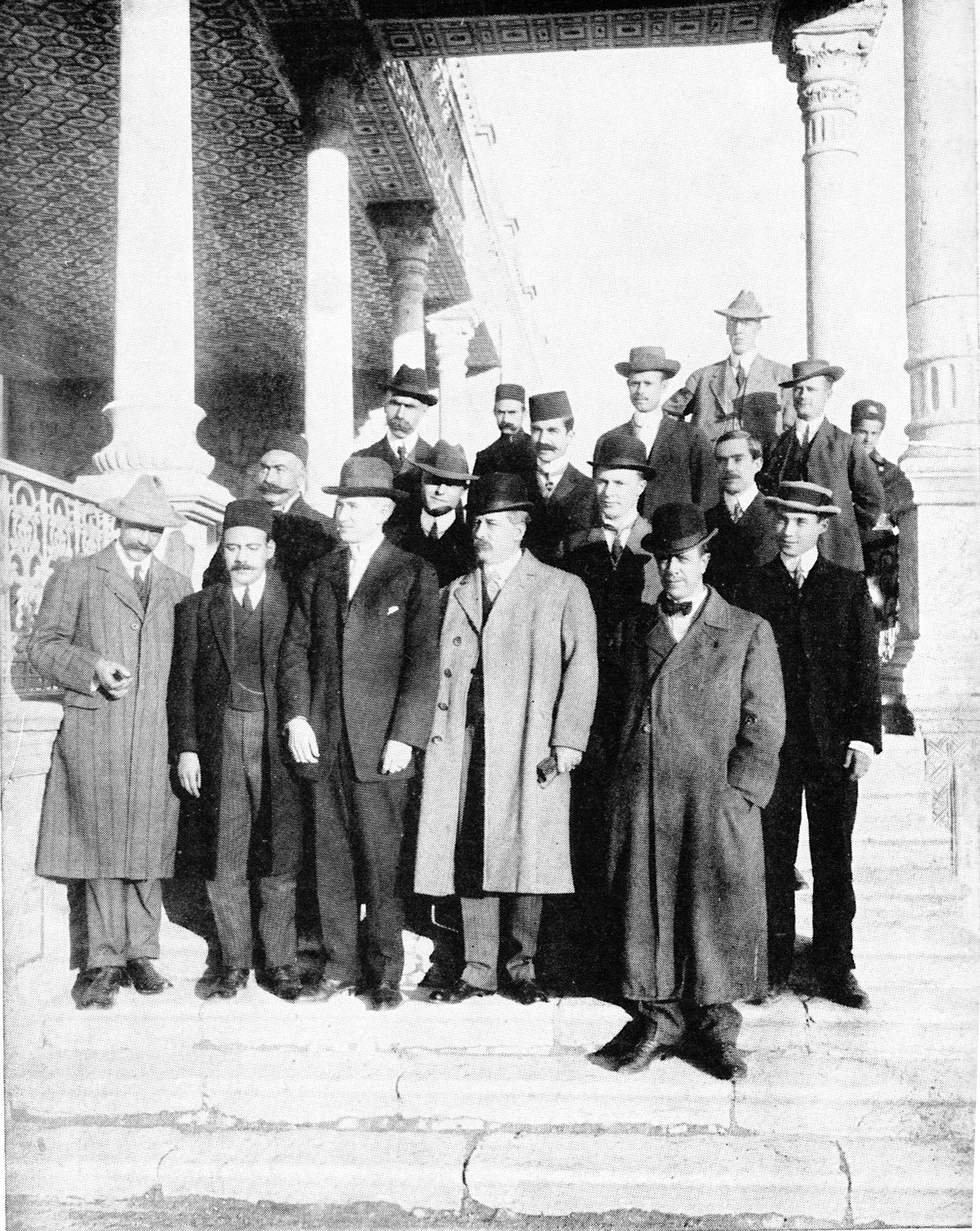
تیم مالی مورگان شوستر در کاخ اتابک در تهران در ۱۹۱۱ میلادی

در تاریخ روابط ایران و آمریکا، جاستین پرکینز اولین آمریکایی است که در بر طبق اسناد موجود در تاریخ به ایران پای گذارد. از آن زمان تا کنون، روابط بین دو کشور پستی‌ها و بلندی‌هایی را طی کرده‌است.

## نخستین روابط رسمی
در سال ۱۸۵۰ امیر کبیر به حاجی میرزا احمد خان مصلحت‌گذار ایران در استانبول دستور داد با جورج مارشال وزیر مختار ایالات متحده آمریکا در عثمانی دربارهٔ انعقاد قراردادی بین دو دولت وارد مذاکره شود. این مذاکرات در ۱۹ اکتبر ۱۸۵۱ (۱۲۶۷ هجری قمری) منجر یه انعقاد عهدنامه مودت و کشتیرانی گردید. بر اساس این عهدنامه، روابط بازرگانی و کنسولی بین دو کشور و حق آزادی کشتیرانی در رودخانه‌های دو کشور برقرار شد. همچنین شرط دولت کاملة الوداد میان دو کشور به رسمیت شناخته شد. عهدنامه جدیدی در ۱۳ دسامبر ۱۸۵۶ (۱۲۷۳ هجری قمری) و پس از عزل امیر کبیر میان دو کشور منعقد شد. در آن زمان انگلستان مانع گسترش روابط ایران و آمریکا بود.
در سال ۱۸۷۰، ناصرالدین شاه اجازه تأسیس نخستین مرکز مسیونری مذهبی را به آمریکایی‌ها داد به این شرط که فعالیت‌های این مرکز تنها شامل ارمنی‌ها و مسیحیان مقیم تهران شود. با اینحال این مسیونرها از سال‌ها قبل در ارومیه نیز (در نزد مسیحیان آن منطقه) فعالیت‌های فرهنگی و مذهبی گسترده‌ای را پیاده نموده بودند.

## تأسیس سفارتخانه و انتصاب دیپلمات‌ها
در ژوئن ۱۸۸۳ (۱۳۰۰ هجری قمری) آمریکا اقدام به تأسیس کنسولگری در ایران کرد و دیپلمات ارشدی به نام ساموئل گرین بنجامین به تهران فرستاد. دولت ایران هم نخست در سال ۱۸۵۶ میرزا ابوالحسن شیرازی، و سپس در اکتبر ۱۸۸۸ میلادی (۱۳۰۶ هجری قمری) حاج حسینقلی خان صدرالسلطنه، فرزند میرزا آقاخان نوری را به عنوان نماینده رسمی به آمریکا فرستاد. وی به نام حاجی واشینگتن در تاریخ ایران ماندگار شده‌است.
روابط در حد سفیر بین دو کشور نهایتاً در سال ۱۹۴۴ برقرار شد. والاس موری (Wallace Murray) که در سالهای دهه ۲۰ میلادی دیپلمات ارشد (Charge d'Affaires) آمریکا در ایران بود، از نخستین سفیران این کشور در ایران شد. اما در سالیان قبل از جنگ دوم جهانی، فرستادگان ارشد آمریکا به ایران به ترتیب عبارت بودند از:
| نام                                          | دوره خدمت |
| ساموئل گرین بنجامین                          | ۱۸۸۳–۱۸۸۵ |
| بیلس هنا (Bayless W. Hanna)                  | ۱۸۸۵      |
| فردریک وینستون (Frederick H. Winston)        | ۱۸۸۵–۱۸۸۶ |
| اسپنسر پرات (E. Spencer Pratt)               | ۱۸۸۶–۱۸۹۱ |
| تراکستون بیل (Truxton Beale)                 | ۱۸۹۱–۱۸۹۲ |
| واتسون آر. سپری (Watson R. Sperry)           | ۱۸۹۲–۱۸۹۳ |
| آلکساندر مک‌دونالد (Alexander McDonald)       | ۱۸۹۳–۱۸۹۷ |
| آرتور شربورن هاردی (Arthur Sherburne Hardy)  | ۱۸۹۷–۱۸۹۹ |
| هربرت بوون (Herbert W. Bowen)                | ۱۸۹۹–۱۹۰۱ |
| لوید گریسکم (Lloyd C. Griscom)               | ۱۹۰۱–۱۹۰۲ |
| ریچموند پیرسون (Richmond Pearson)            | ۱۹۰۲–۱۹۰۷ |
| جان بی. جکسون (John B. Jackson)              | ۱۹۰۷–۱۹۰۹ |
| چارلز راسل (Charles W. Russell)              | ۱۹۰۹–۱۹۱۴ |
| جان کلدول (John L. Caldwell)                 | ۱۹۱۴–۱۹۲۱ |
| جوزف سال کورنفیلد (Joseph Saul Kornfeld)     | ۱۹۲۱–۱۹۲۴ |
| فیلیپ هافمن (Hoffman Philip)                 | ۱۹۲۵–۱۹۲۸ |
| چارلز هارت (Charles C. Hart)                 | ۱۹۲۹–۱۹۳۳ |
| ویلیام هورنیبروک (William H. Hornibrook)     | ۱۹۳۴–۱۹۳۶ |
| گوردون مریام (Gordon P. Merriam)             | ۱۹۳۶–۱۹۳۷ |
| کورنلیوس وان انگرت (Cornelius Van H. Engert) | ۱۹۳۷–۱۹۴۰ |

ساموئل گرین بنجامین در دوران خدمت خود تنها به فعالیت در حمایت از میسیونرها مشغول بود. بیلس هنا (Bayless W. Hanna) در ۱۸۸۵ به خدمت منصوب، اما دوره خدمتش در همان اول ناتمام ماند. وقایع مهم دوران اسپنسر پرات عبارت بودند از تأسیس دفتر نمایندگی ایران در واشینگتن دی.سی.، تأسیس بیمارستانی در تهران (بیمارستان پرزبترین آمریکاییان در تهران) توسط دکتر تورنس (W. W. Torrence)، و کشته شدن همسر یکی از مسیونرهای آمریکایی در ایران به نام J. N. Wright در ۲۳ مارس ۱۸۹۰. آرتور شربورن هاردی که فردی ادیب و ریاضیدان و ناشر مجله کازموپالیتن در نیویورک بود.

## تأسیس دانشگاه علوم پزشکی در ارومیه

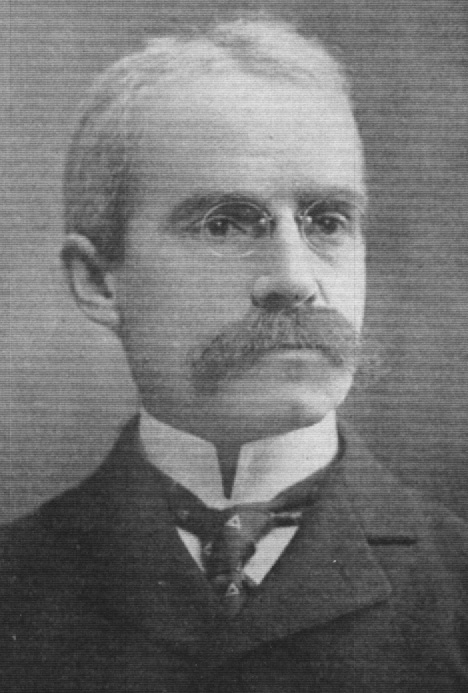
دکتر ژوزف کاکرن آمریکایی: بنیان‌گذار اولین مؤسسه علوم پزشکی نوین ایران.

آمریکاییان در سال ۱۲۵۷ و در ارومیه اقدام به تأسیس یک مؤسسه آموزش علوم پزشکی نوین نمودند. این مؤسسه که توسط دکتر جوزف کاکرن آمریکایی تأسیس گشت، بین سالهای ۱۲۵۷ و ۱۲۸۸ مجموعاً ۲۶ فارغ‌التحصیل تحویل داد. مظفرالدین‌شاه قاجار خود سند فارغ‌التحصیلی برخی از دانش آموختگان را امضا نمود.
دکتر کاکرن و تقریباً تمامی کادر آمریکایی هیئت علمی این مؤسسه (از جمله دکتر رایت Wright، دکتر هولمز Homles، دکتر ون نوردن Van Norden، و دکتر میلر Miller) همگی در همان ارومیه به خاک سپرده شدند و مؤسسه نهایتاً تبدیل به دانشگاه علوم پزشکی ارومیه گردید.
در ۱۹۰۱ میلادی، جان تایلر (John Tyler)، از مسئولین آمریکایی در تهران، تعداد آمریکاییان در ارومیه را یکصد نفر تخمین زد.

## دشواری‌ها و حوادث ناگوار
نخستین حادثه ناگوار برای آمریکاییان در ایران قتل همسر یکی از مسیونرهای آمریکایی در ایران به نام J. N. Wright بود که در ۲۳ مارس ۱۸۹۰ کشته شد. با اینکه مجرم محکوم به حبس ابد شد، اما ویلیام وارتون (کفیل وزارت خارجه آمریکا) به پرات نوشت «عدالت ایران نمی‌تواند تنبیه مناسب قاتل را تضمین کند.» مجرم یک سال بعد فرار کرد و هرگز دیگر مورد پیگرد قانونی قرار نگرفت. وقتی دکتر رایت طبق حکم سلطنتی ملکی را خرید، مردم هم او و هم فروشنده را تهدید به مرگ کردند.
در ۱۸۹۴، اموال یک مسیونر آمریکایی در ایران مورد غارت قرار گرفت. این بار نیز مکدونالد نوشت:
نحوه اجرای عدالت در ایران خیلی عجیب است. بنظر می‌رسد که هدف مسئولین این است که چه کنند تا عدالت اجرا نشود. در نظامی که کارها در آن با تأخیر و تعویق، کارشکنی و مطالبات نقدی انجام می‌گیرد متهم و شاکی چنان مورد آزار و اذیت واقع می‌شوند که با عجز و ناامیدی به هر تصمیم که در موردشان اتخاذ شود تن در می‌دهند.
تایگرن ج. مالکوم (Tigranes J. Malcolm)، نماینده آمریکا در بوشهر نیز گزارش داد که جانش توسط «مردم سرکش» به خطر افتاده است. برطبق اسناد آمریکاییان، در این بین، مأمورین انگلیس در این ماجراها بی‌تقصیر نبودند.

### قتل مسیونری دیگر
در ۸ مارس ۱۹۰۴، بنجامین لاباری (B.W. Labaree)، همکار جوزف کاکرن، در شمال ایران به طرز فجیعی به قتل رسید و جسدش چندین کیلومتر توسط قاتلین بر زمین کشیده شد. وی در سلماس و توسط شورشیان محلی با ۱۳ ضربه چاقو به قتل رسید. سردسته شورشیان شخصی بنام میرغفار بود که دستگیری‌اش به دلیل سید بودن وی برای حکومت ایران مشکلاتی ایجاد کرد. به نوشته ریچموند پیرسون، «انگیزه قتل مسائل مذهبی و خصومت قومی بود». مسئولین ایران هیچ اقدامی برای تنبیه مجرمین انجام ندادند، و حتی شاه ایران از اعدام وی «به دلیل شجره مقدسش» طفره رفت. مسئله تنها به غرامت نقدی برای بیوه دکتر لاباری ختم گردید، و مجرمین به ترکیه متواری شدند.

### جریانات همدان
در ۱۸۹۴، در جریان ناآرامی‌های ضدیهودی در همدان، ایران از دادن اجازه به آمریکاییان برای تأسیس یک مدرسه تحت سرپرستی جیمز هاوکس (James Hawkes) برای مسیحیان و یهودیان همدان خودداری ورزید، و هنگامی که یک گروه افراطی مذهبی مسلمان افراطی درشهر به جرج هولمز (George W. Holmes) حمله‌ور شدند، مکدونالد، کنسولگر آمریکا در ایران، نتوانست کاری از پیش برد. با اینحال، هر چند آمریکاییان نیز در این ماجراها درگیر بودند، اما این آزار و اذیت‌ها بیشتر متوجه ۳۰۰۰ یهودی ساکن آن شهر بود.

## آمریکاییان و انقلاب مشروطیت

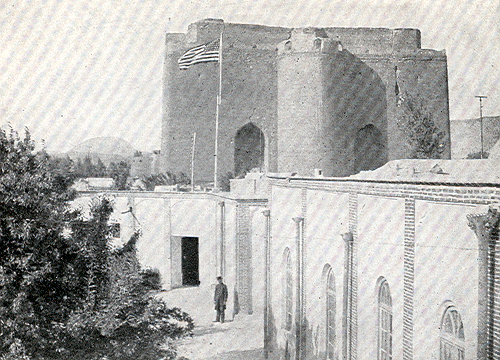
پرچم آمریکا بر فراز کنسول گری آمریکا در نزدیکی ارگ تبریز به هنگام انقلاب مشروطیت. ویلیام اف. داتی به کنسولگری آمریکا در تبریز در سال ۱۹۰۶ منصوب گردید.

در تبریز بود که یک آمریکایی به نام هوارد باسکرویل در دفاع از مردم شهر جان خود را از دست داد و «شهید» لقب گرفت. داتی، کنسولگر آمریکا گزارش داد که ۳۰۰۰ نفر در مراسم تشییع جنازه وی شرکت داشتند.
از سوی دیگر، نخستین ایرانی که رسماً تابعیت ایالات متحده آمریکا را پذیرفت میرزا محمد علی حاج سیاح بود که بعدها در انقلاب مشروطیت نیز شرکت داشت.
ویلیام هووارد تافت نیز از پیروزی انقلاب مشروطیت در ایران اظهار مسرت کرد.

## هیئت شوستر
در سال ۱۹۱۰ و در جریان تشدید رقابت‌های استعماری میان روسیه و بریتانیا، دولت وقت ایران، مورگان شوستر و ۴ مستشار آمریکایی را برای دارایی و خزانه داری کشور استخدام کرد. وی در ۱۰ مه ۱۹۱۱ وارد تهران شد و اصلاحات گسترده مالی را به مرحله اجرا گذاشت. نخستین اقدام شوستر گذراندن قانونی برای تمرکز درآمد گمرکات بود. بر اساس این اصلاحات، عواید گمرکات ایران ابتدا به خزانه دولت ریخته می‌شد و سپس سهم روسیه و بریتانیا از عواید گمرکات شمال و جنوب پرداخت می‌شد، درحالیکه پیش از آن عکس این رویه بود.
اقدام شوستر موجب خشم روس‌ها شد و دولت روسیه در ۲۹ نوامبر ۱۹۱۱ به ایران اولتیماتوم داد ظرف ۴۸ شوستر را برکنار و از ایران اخراج کند. در ۲۴ دسامبر ۱۹۱۱ مجلس شورای ملی، تن به رای عزل وی داد. شوستر در بازگشت از ایران کتاب «اختناق ایران» را نوشت.
مردم آمریکا چنان از اقدام روسیه در تعیین سرنوشت ایران به خشم آمدند که هنری کابوت لاج (Henry Cabot Lodge) سناتور ماساچوست در سنای آمریکا تنها دوازده مرتبه از رئیس جمهور آمریکا تقاضا کرد که «به منظور نجات ایران از دست همسایگان طماعش» اقدام کند. روزنامه‌های آمریکا متفقاً اقدامات شوستر را تمجید کرده و ستوده، و اقدامات و جنایات روسیه در ایران را محکوم کردند. نشریه ایندپندنت نوشت:
تجسم شوستر درحالیکه به تنهایی در مقابل اتحاد روسیه و انگلیس مقاومت می‌کند کافیست تا قلب هر آمریکایی را لبریز از افتخار کند.

## هیئت میلسپو

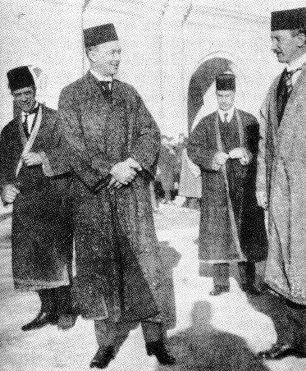
آمریکاییان میهمان در جبه و کلاه (لباس ایرانی) در مراسم گشایش مجلس شورای ملی در ۲۹ ژانویه ۱۹۲۴. آرتور میلسپو، کلنل مک کورمک، و دستیار و کارشناس مک کاسکی (Charles I. McCaskey) در عکس دیده می‌شوند.

در جریان برپایی کنفرانس صلح ورسای، هیئت نمایندگی آمریکا از حضور نمایندگان ایران در کنفرانس حمایت کرد اما این درخواست با مخالفت شدید بریتانیا مواجه شد. همچنین آمریکا از تلاش‌های ایران برای تأسیس یک دولت دموکراتیک برخاسته از آراء مردم در خلال سال‌های ۱۹۰۵ تا ۱۹۱۱ حمایت کرد. این کشور همچنین پس از انتشار خبر عقد قرارداد ۱۹۱۹ وثوق الدوله – ساکس، اعتراض شدید خود را از نقض حاکمیت ملی ایران ابراز داشت. این نخستین بار بود که آمریکا از سیاست انزواطلبی خود در مسئله خاورمیانه عدول کرد.
با پیروزی انقلاب ۱۹۱۷ روسیه بار دیگر توجه دولت وقت ایران به استخدام کارشناسان مالی آمریکایی جلب شد. این بار آرتور میلسپو به عنوان رئیس مالیه استخدام شد. وی در سال ۱۳۰۱ خورشیدی در راس یک هیئت کارشناسی وارد تهران شد و تا سال ۱۳۰۶ (۱۹۲۷) در راس اداره مالیه ایفای وظیفه نمود. اما از آنجا که اصلاحات مدنظر وی با منافع برخی از افراد متنفذ مغایرت داشت سرانجام به کناره‌گیری وی و ترک ایران انجامید.

## جنگ جهانی اول
آمریکا در آستانه جنگ جهانی اول، و در سال ۱۹۱۷ با ترکیه قطع رابطه نمود، و مسیونرها با وخیم‌تر شدن شرایط، پس از ۵۰ سال و اندی مجبور به ترک آذربایجان شدند. رابرت لاباری، فرزند پدر مقتولش، از کشتار مسیحیان توسط ترکیه در این سال‌ها گزارش‌های هولناکی نوشته است. و قشون ترکیه حتی دو مسیونر آمریکایی را به نامهای Jessup و Vanneman در ۱۹۱۸ دستگیر نمود.
آمریکاییان در این میان نیز برای کمک به مردم جنگ‌زده ایران اقدام به تأسیس کمیته اعانه ایران نمودند.

## قتل دو آمریکایی در تهران
در سال ۱۳۰۳ در پی وقوع مرگ رابرت ایمبری (Robert W. Imbrie) کنسولیار سفارت آمریکا در تهران، اوضاع باز وخیم شد. در این جریان که به واقعه سقاخانه مشهور شد و در خیابان شیخ هادی اتفاق افتاد، به ملین سیمور (Melin Seymour) نیز جراحات عمیقی وارد گردید. آن‌ها که مشغول عکس برداری از مراسم تجمع مردم تهران بودند به بهانه بهائی بودن و توهین به مقدسات زخمی و کشته شدند.
دولت ایران در پی این حادثه از واشینگتن عذرخواهی و ضمن پرداخت غرامت، ۳ تن از قاتلین را اعدام کرد.

## آغاز دوران نفتی
تا شهریور ۲۰ و اشغال خاک ایران توسط نیروهای متفقین مناسبات ایران و آمریکا در حد روابط فرهنگی و اقتصادی باقی ماند. آمریکایی‌ها که از مدت‌ها قبل به توسعه منابع نفتی ایران علاقه‌مند شده بودند در زمان نخست وزیری قوام السلطنه مذاکره با تهران را برای عقد قراردادی آغاز کردند. در آبان سال ۱۳۰۰ (۱۹۲۱) شرکت استاندارد اویل آمریکا با دولت ایران قرارداد بست که به موجب آن امتیاز بهره‌برداری از معادن نفت ۵ استان مرکزی ایران به مدت ۵۰ سال به این شرکت واگذار می‌شد. اما اعتراض شدید دو دولت روسیه و بریتانیا موجب انصراف تهران از معامله با آمریکایی‌ها شد.

## تأسیس مدرسه در ایران

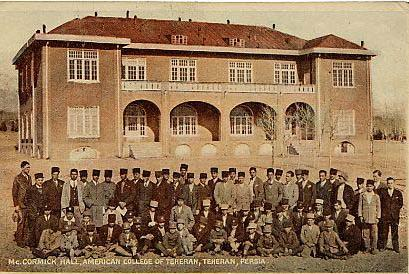
«امریکن کالج تهران» مؤسسه آموزش عالی بود که در ۱۳۰۹ تحت گواهینامهٔ دانشگاه ایالتی نیویورک قرار گرفت.

در سال ۱۳۱۱کالج آمریکایی تهران (دبیرستان البرز) توسط دانشگاه ایالتی نیویورک رسماً پروانه تأیید (charter) یافتند. از کسانی که در توسعه و پیشرفت مؤسسه پیش دانشگاهی کالج آمریکایی‌ها زحمات فراوانی کشیدند دکتر ساموئل مارتین جردن آمریکایی بود که برخی وی را «پدر آموزش نوین ایران» خوانده‌اند.

## قطع روابط دیپلماتیک
در زمان سلطنت رضاشاه، یک حادثه کوچک رانندگی توسط وزیر مختار ایران در واشینگتن به قطع روابط دیپلماتیک میان دو کشور منجر شد. گویا غفار جلال علا (جلال السلطنه) در سال ۱۳۱۴ به دلیل عدم رعایت قوانین رانندگی در آمریکا بازداشت شد، اما پس از پی بردن آمریکایی‌ها به هویت نامبرده وزیر مختار ایران بلافاصله آزاد گردید. رضاشاه که منتظر عذرخواهی آمریکایی‌ها بود پس از اجابت نشدن این خواسته دستور احضار وزیر مختار و تعطیلی سفارت ایران را صادر کرد، لیکن دولت آمریکا از تعطیلی سفارت خود در تهران خودداری کرد. این ماجرا سرانجام با اعزام نماینده ویژه فرانکلین روزولت رئیس جمهور ایالات متحده آمریکا در سال ۱۳۱۷ (۱۹۳۹) و عذرخواهی رسمی آمریکایی‌ها خاتمه یافت. پس از آن سفارت ایران در واشینگتن بازگشایی شد.

## نگارخانه

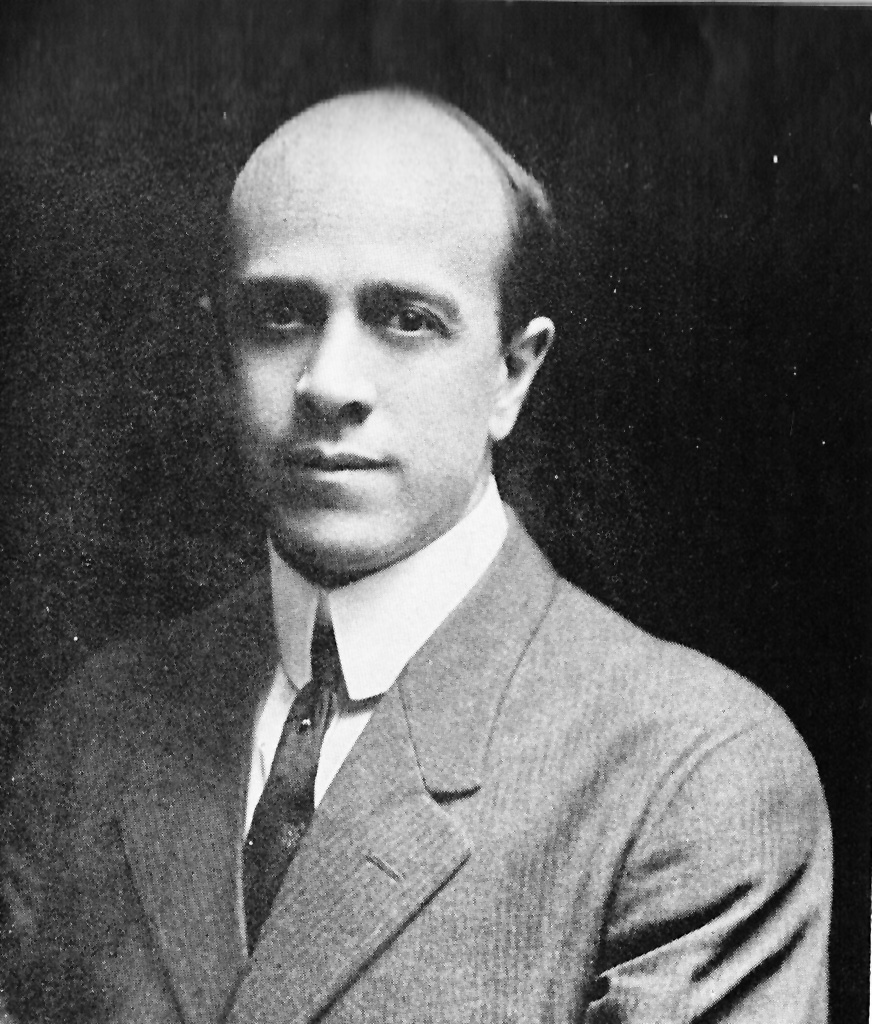
چارلز آی. مک‌کاسکی (Charles I. McCaskey)، بازرس درآمد استان‌ها، و معاون دوم مورگان شوستر
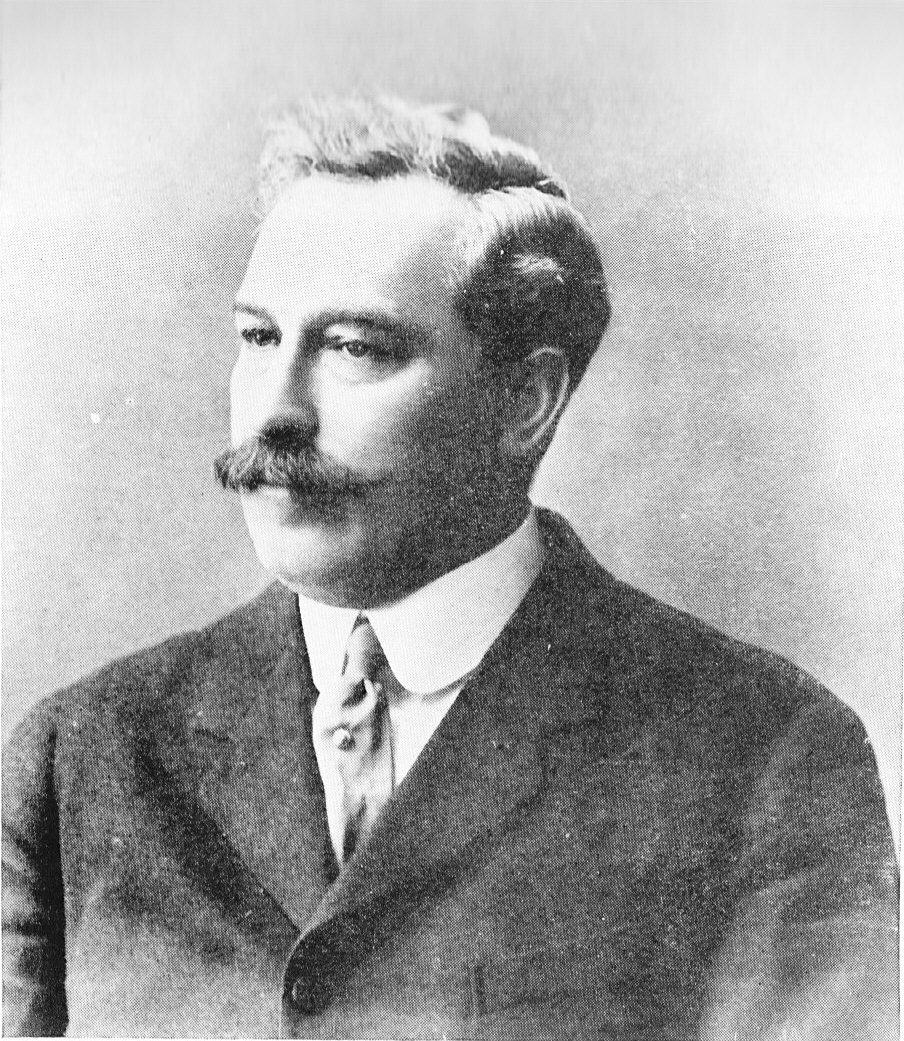
آقای اف. اس. کایرنز (F.S.Cairns)، مدیر امور مالیاتی کشور، و معاون اول مورگان شوستر